# Ki Va Moed (chanson)
Ki Va Moed (en hébreu, כִּי בָא מוֹעֵד), est une chanson célèbre du rabbin Shlomo Carlebach tirée du Psaume 102:14.

## Paroles enhébreu
אַתָּה תָקוּם,,,,,
תְּרַחֵם צִיּוֹ
כִּי-עֵת לְחֶנְנָהּ
כִּי-בָא מוֹעֵד

## Translitérationde l'hébreu
Atah Takum
T'rachem Tsiyon
ki et l'chenanah
ki va moed

## Traductionenfrançais
Tu te lèveras
tu prendras Sion en pitié
car il est temps de lui faire grâce
l'heure est venue!